# Miroslav Táborský
Miroslav Táborský ( Praga, 9 de noviembre de 1959) es un actor checo que ha aparecido en diversas series de televisión checas, así como en películas estadounidenses.
Táborský se graduó de la Facultad de Teatro de la Academia de Artes escénicas en Praga (DAMU) en 1987. Ha recibido tanto un Premio Alfréd Radok (1997) y un Premio Goya en 1998 al mejor actor revelación por La niña de tus ojos.

## Filmografía
- Bezva ženská na krku (2016) - Jaroslav Zezulka
- Borgia (2011) - Cardenal Gianbattista Orsini
- 2Bobule (2009)
- Grapes (2008)
- Close to Heaven (2005)
- Hostel (2005)
- The Brothers Grimm (2005)
- Jak básníci neztrácejí naději (2004)
- Eurotrip (2004)
- Dune (2000, miniserie) – Conde Hasimir Fenring
- La niña de tus ojos (1998)
- Snow White: A Tale of Terror (1997)
- Lotrando a Zubejda (1996)